# Krišľovce
Krišľovce é um município da Eslováquia, situado no distrito de Stropkov, na região de Prešov. Tem 4,39 km² de área e sua população em 2018 foi estimada em 29 habitantes.

## Demografia
| Ano:        | 1994 | 2004    | 2014    | 2024    |
| ----------- | ---- | ------- | ------- | ------- |
| Broj ljudi: | 59   | 47      | 33      | 27      |
| Razlika:    |      | -20,33% | -29,78% | -18,18% |

| Ano:               | 2023 | 2024   |
| ------------------ | ---- | ------ |
| Número de pessoas: | 28   | 27     |
| Diferença:         |      | -3,57% |